# Proptisht
Proptisht è una frazione del comune di Pogradec in Albania (prefettura di Coriza).
Fino alla riforma amministrativa del 2015 era comune autonomo, dopo la riforma è stato accorpato, insieme agli ex-comuni di Buçimas, Çërravë, Dardhas, Pogradec, Trebinjë, Velçan e Udenisht a costituire la municipalità di Pogradec.

## Località
Il comune era formato dall'insieme delle seguenti località:
- Proptisht
- Rodokal Siper
- Rodokal Poshte
- Homezh
- Slabinje
- Somotine
- Krickove
- Selce e Poshtme
- Homcan
- Verri
- Golik
- Slatine
- Baribardhe
- Selishte
- Zalltor